# 杉崎智介の泣ける歴史ドラマ
『杉崎智介の泣ける歴史ドラマ』は2011年11月～2012年1月にラジオ日本で放送されていたラジオドラマ。

## 概要
出演は脚本を担当している放送作家の杉崎智介と女優のReeSya。毎回一話完結で全12話が放送された。番組は毎週金曜日の午後11時30分から始まり、11時45分までの15分間でエンディングテーマ曲には古郡ひろみの『もう少しだけ…』が採用された。